# Sphaeroma podicipitis
Sphaeroma podicipitis is een pissebed uit de familie Sphaeromatidae. De wetenschappelijke naam van de soort is voor het eerst geldig gepubliceerd in 1931 door Monod.